# Saeul
Saeul (luxemburguès Sëll, alemany Saeul) és una comuna i vila a l'oest de Luxemburg, que forma part del cantó de Redange. Comprèn també les viles de Calmus, Ehner, Kapweiler i Schwebach.

## Població
| Nacionalitat   | Població | %      |
| -------------- | -------- | ------ |
| luxemburguesos | 400      | 86,96% |
| Forasters      | 60       | 13,04% |
| - portuguesos  | 13       | 2,83%  |
| - francesos    | 11       | 2,39%  |
| - italians     | 2        | 0,43%  |
| - belgues      | 10       | 2,17%  |
| - alemanys     | 8        | 1,74%  |
| - iugoslaus    | 0        |        |
| - altres       | 16       | 3,48%  |

## Evolució demogràfica
| Any        | Població |
| ---------- | -------- |
| 15/02/2001 | 460      |
| 01/01/2002 | 468      |
| 01/01/2003 | 493      |
| 01/01/2004 | 514      |
| 01/01/2005 | 535      |